# Pileanthus bellus
Pileanthus bellus là một loài thực vật có hoa trong Họ Đào kim nương. Loài này được Keighery mô tả khoa học đầu tiên năm 2002.